# Коґамі Сін'я
Коґамі Сін'я (яп. 狡噛 慎也, Kōgami Shin'ya) — народився 16 серпня 2084 року в Канаґаві у сім'ї Томоє Коґамі та неназваного батька. Є головним протагоністом аніме-серіалу Psycho-Pass. Один із «виконавців» Команди 1. Через свою роботу з арешту злочинців, Коґамі стає одержимим спіймати Сьоґу Макісіму, що був відповідальний за смерть колишнього партнера по роботі. Окрім адаптації серіялу, Коґамі також з'являється в манзі та новелах. Озвучений сейю Томоказу Секі.
Персонаж Коґамі був відзначений позитивними відгуками критиків за свій характер та роль у серіалі, де він є суперником Макісіми. Був добре сприйнятий фанатами й отримав нагороду «Містер Noitamina», неодноразово потрапляв до опитувальників популярності Newtype.

## Роль у серіалі
Коґамі є протагоністом в Psycho-Pass, працюючи «виконавцем» під контролем інспектора Акане Цунеморі. Він займається полюванням на злочинців, хоча сам є потенційним злочинцем через високий «коефіцієнт злочинності». Пізніше з'ясувалося, що Коґамі в минулому працював інспектором. Займаючись розслідуванням у справі про вбивство Міцури Сасаями, який був «виконавцем» під опікою Сін'ї, та був вбитий тим самим способом, як і жертви натхненника. Одержимість справою та бажанням спіймати вбивцю призвели до погіршення показника «коефіцієнту злочинності» Сін'ї. Результатом стало пониження Коґамі системою Сивілла до посади «виконавця», що значно обмежило його свободу руху будівлею Бюро. Попри його насильницькі дії, Коґамі відчуває себе розслаблено під керівництвом Акане, бо вірить, під її контролем він буде детективом, а не вбивцею.
Як «виконавець» Коґамі проходить широкий курс тренувань. Коґамі та Акане вдається арештувати Макісіму, але після його втечі, Коґамі знімається зі справи, оскільки система Сивілла милує життя Макісіми. Як результат, Коґамі покидає Команду 1, щоб вистежити та вбити Макісіму самому. Він вбиває Макісіму і більше ніколи не бачиться зі своїми товаришами, але в аудіодрамі After Stories він зв'язується з Акане та каже їй про те, що буде триматися осторонь від суспільства, щоб не бути знайденим.
Коґамі також з'являється в манга-адаптації серіалу Inspector Akane Tsunemori та є головним героєм Enforcer Shinya Kogami. Він також є головним героєм приквел-новели, де він як інспектор розслідує смерть Міцуре Сасаями. Новелізація аніме закінчується на темній ноті, оскільки Коґамі відчуває себе наступною жертвою.

## Дизайн
Коґамі був створений співробітниками компанії Production I.G. Письменник Ґен Уробучі наділив його персонаж характером, який би протиставлявся поліцейській Акане Цунеморі., чия особистість та ідеологія різко контрастують з поглядами героя Коґамі. Його характер був розроблений манґакою Акірою Амано, який хотів надати яскравої виразності індивідуалізму Коґамі, попри контрастний сценарій серіалу.

## Критика
Коґамі був добре прийнятий фанами та критиками. Він виграв нагороду «Mister Noitamina» в офіційному голосуванні серед всіх персонажів серіалів, які транслювалися на noitamina. В конкурсі від Newtype він отримав шосте місце серед чоловічих персонажів. Критика віднеслась до персонажа позитивно. Хіроко Ямамура відзначив, що Коґамі є протагоністом, за яким цікаво слідкувати та який є динамічним. Річард Ейсенбейс з Kotaku розкритикував його за відсутність розвитку відносно Акане, яка прогресувала з кожною серією. Ребекка Сільверман з Anime News Network прокоментувала, що Коґамі «грає роль м'язів для мозку Акане.» Вона додала, що він бореться з системою поза нею, а Акане тим часом намагається змінити її зсередини. Чепмен з цього сайту відмітила, що відносини, які він мав з Акане, це була боротьба за взаєморозуміння, але водночас кожен з них не ішов на компроміс за свої ідеали.